# Kesagami River
Der Kesagami River ist ein Fluss im Cochrane District in der kanadischen Provinz Ontario.

## Flusslauf
Der Kesagami River hat seinen Ursprung im Upper Kesagami Lake, der am Ontario Highway 652 gelegen ist. Von dort fließt der Fluss in nördlicher Richtung. Er nimmt den Little Kesagami River, welcher den nahe gelegenen Little Kesagami Lake entwässert, von rechts auf. Der Oberlauf des Kesagami River bis zu dessen Mündung in die Newenham Bay im Kesagami Lake hat eine Länge von etwa 80 km. Er durchfließt den See und verlässt diesen an dessen Nordostufer.
Der Kesagami River setzt seinen Kurs in nordnordöstlicher Richtung fort und überwindet mehrere Stromschnellen am Übergang vom Kanadischen Schild zu den James Bay Lowlands. Die Nebenflüsse Bodell River (links) und Shashiskau River (rechts), welche das Gebiet nördlich und östlich des Kesagami Lake entwässern, münden in den Fluss. Kurz vor seiner Mündung trifft noch der Lawagamau River von rechts auf den Fluss. Schließlich erreicht der Kesagami River den Mündungstrichter des Harricana. Die gesamte Flusslänge beträgt etwa 220 km.
Fast der komplette Unterlauf liegt innerhalb des Kesagami Provincial Parks.
Der Fluss lässt sich per Kanu mehrtägig zur James Bay und nach Moosonee befahren. Vom Kesagami Lake aus kann man über eine Portage den Oberlauf des Partridge River erreichen.